# Balun

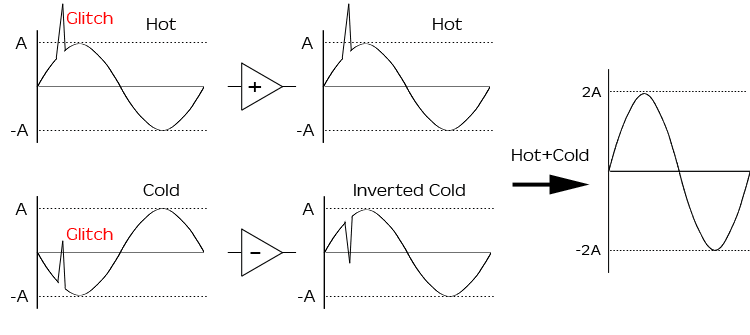
Funcionamento de uma linha balanceada

Balun (inglês balanced-unbalanced) é um componente usado em elétrica, áudio e em sistemas de alta frequência para conversão de uma linha balanceada em não-balanceada, e vice-versa. Em outras palavras, é possível "casar" as impedâncias para que não haja perda de sinal, por exemplo, ao transformar o sinal de um cabo coaxial para um em paralelo, ou, um cabo paralelo para um cabo coaxial.
Geralmente seu conversor é de 75 ohms para 300 ohms. Seu circuito é baseado em dois indutores ligados paralelamente. Baluns não são usados somente como conversores de impedância para ajuste de potência, mas especialmente rádiofrequência, os baluns também são usados para separação potencial.
Balun é a junção das palavras inglesas "balanced" + "unbalanced". Dois tipos de sinal muito discutidos em sistemas de som. Os baluns são conversores entre esses dois tipos de sinal, onde um condutor leva o sinal original (+) e outro condutor leva o sinal com sua senoide invertida (-). É no receptor do sinal que a magia acontece: ele inverte o sinal que já vinha invertido, ao fazer isso, todo o ruído obtido na transmissão é cancelado, pois ocorre o fenômeno da interferência destrutiva, e o resultado é um sinal limpo.

## Aplicações

### Engenharia de áudio

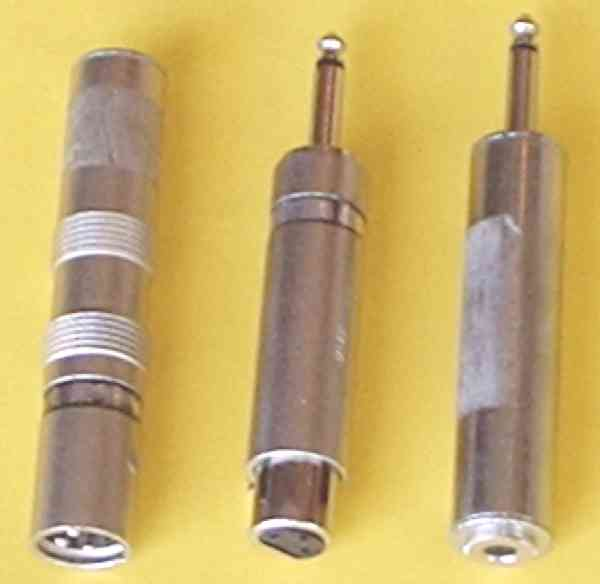
Três transformadores de áudio; dois deles são baluns.

Na área de áudio, as conexões de linha simétricas (por exemplo, entre guitarra, microfone e mixer ou amplificador) são frequentemente utilizadas para suprimir as interferências de modo comum. No entanto, um sinal assimétrico é freqüentemente necessário no mixer ou amplificador. Um balun projetado como um transformador com enrolamentos primários e secundários separados pode ser usado para conversão. Isto é normalmente referido como um transformador. Entretanto, estes circuitos são agora geralmente substituídos por amplificadores diferenciais eletrônicos porque têm menos distorção. No entanto, os transformadores causam menos ruído.
Uma outra aplicação de baluns em sistemas de áudio está no fornecimento de energia balanceada à rede elétrica do equipamento. A rejeição de modo comum de interferência característica da rede elétrica balanceada, elimina uma ampla gama de ruídos provenientes da tomada de parede, por exemplo, interferência da rede elétrica de motores de ar condicionados / fornos / refrigeradores, ruídos de comutação produzido por iluminação fluorescente / LED e interruptores dimmer, ruído digital de computadores pessoais, e sinais de radiofrequência captados pelas linhas de alimentação / cabos que atuam como antenas. Este ruído infiltra-se no sistema de áudio/vídeo através das fontes de alimentação e eleva o nível de ruído de todo o sistema. 

### Rádio e TV

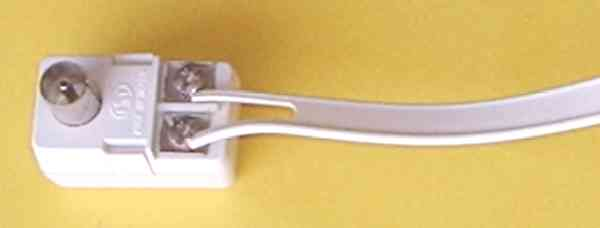
Um balun de 75-300-Ω embutido no conector da antena de televisão.

Na televisão, rádio amador e outras instalações e conexões de antenas, os baluns convertem entre impedâncias e simetria de linhas de alimentação e antenas. 
Para evitar irradiação na linha de alimentação, os baluns são tipicamente usados como uma forma de estrangulamento comum no ponto de alimentação da antena para evitar que o cabo coaxial atue como uma antena e irradie energia. Isto normalmente é necessário quando uma antena balanceada (por exemplo, um dipolo) é alimentada com coaxial; sem um balun, o escudo do coaxial poderia acoplar-se a um lado do dipolo, induzindo uma corrente de modo comum, e tornando-se parte da antena e irradiando energia involuntariamente.
Ao medir a impedância ou o padrão de radiação de uma antena equilibrada usando um cabo coaxial, é importante colocar um balun entre o cabo e a alimentação da antena. Correntes desequilibradas que podem fluir no cabo tornarão a impedância da antena medida sensível à configuração do cabo de alimentação, e o padrão de irradiação de pequenas antenas pode ser distorcido pela irradiação do cabo.

### Outras aplicações
Os baluns estão presentes em radares, transmissores, satélites, em todas as redes telefônicas e provavelmente na maioria dos modems e roteadores de rede sem fio usados em residências. Ele pode ser combinado com amplificadores de transimpedância para compor amplificadores de alta tensão a partir de componentes de baixa tensão.
Muito usado em sistemas de vídeo, possibilita a conversão de cabo coaxial para par trançado, reduzindo os custos de instalação de CFTV analógico via cabo UTP. Apresenta proteção contra surtos de tensão e permite grande alcance de sinal, cerca de 350 metros em modo colorido e de 600 metros em modo preto / branco em alguns modelos encontrados no mercado.